# Jehoaix
Segons la Bíblia, Jehoaix o Joaix (en hebreu, יואש בן-יואחז Yeho’ash ben Yeho’ahaz) va ser el dotzè rei del Regne d'Israel després de la seva divisió. Jehoaix era fill de Joahaz i net de Jehú. Va regnar 16 anys, entre el 798 aC i el 782 aC segons la cronologia tradicional, o entre el 859 aC i el 844 aC segons la cronologia bíblica. No s'ha de confondre amb Joaix de Judà.
Jehoaix va fer tres campanyes contra els sirians i va obtenir cert èxit reconquistant algunes de les ciutats israelites que Hazael els havia arrabassat temps enrere.
El rei de Judà d'aquella època, Amasies, va provocar Jehoaix perquè lluités. A la batalla, Amasies va ser capturat a Betxèmeix, i les forces de Jehoaix van irrompre a través del mur de Jerusalem, van saquejar l'or i la plata del temple i de la casa del rei, i es van emportar ostatges a Samaria. Finalment, Jehoaix va morir i va ser enterrat a Samaria, i Jeroboam II, el seu fill, el va succeir.